# Santa Mariana
Santa Mariana är en kommun i Brasilien.   Den ligger i delstaten Paraná, i den södra delen av landet, 800 km söder om huvudstaden Brasília. Antalet invånare är 12 437.
Trakten runt Santa Mariana består till största delen av jordbruksmark. Runt Santa Mariana är det ganska tätbefolkat, med 65 invånare per kvadratkilometer.